# Lotte Alsterdal
Eva Lotte Alsterdal, född 30 januari 1958 i Malmö Sankt Petri församling, Malmöhus län, död 23 juni 2016 i stockholms Sofia distrikt, Stockholms län, var en svensk docent och författare. Hon var verksam vid Södertörns högskola. Lotte Alsterdal är mor till nyhetsankaret Henrik Alsterdal.